# Província Autònoma dels Hebreus
La província Autònoma dels Hebreus (rus: Евре́йская автоно́мная о́бласть, Ievréiskaia avtonómnaia óblast; en ídix:ייִדישע אױטאָנאָמע געגנט, yidishe oytonome gegnt; hebreu: האזור היהודי האוטונומי‎) és un subjecte federal de la Federació Russa, l'únic amb la designació de «província autònoma». Limita amb el krai de Khabàrovsk al nord, amb la província d'Amur a l'est i amb Hēilóngjiāng Shěng (República Popular de la Xina) al sud. Té una àrea de 36.000 km² (més gran que Bèlgica) i una població de 190.915 habitants (cens rus (2002)), dels quals només un 1,2% són jueus: la resta són principalment russos (gairebé el 90%) i ucraïnesos.

## Història
El 1926 Mikhaïl Kalinin, president de l'URSS i d'origen jueu, creà el 1924 l'OZET o GESERD (Associació Jueva per la Colonització Agrícola), projecte per a portar un milió de jueus en 10 anys a Birobidjan i promocionar l'ús de l'ídix contra l'hebreu i el sionisme. L'estiu del 1927, per tal d'aconseguir un tap contra els japonesos a Manxúria i alhora oferir una alternativa al sionisme (el 1926 empresonaren els caps de He Halutz) es proposà la creació d'un districte autònom jueu el 21 de febrer del 1928 a la regió de Birobidjan (Ievréiskaia AO), colonitzada des d'abril del 1928, constituïda en districte el 1930 i en Regió Autònoma el 1934. Mikhaïl Larin i Abram Braguin defensaren altres indrets més adients (Crimea), però Mikhaïl Kalinin, cap de la regió, i el membre del partit Làzar Kaganóvitx l'imposaren, malgrat l'oposició sionista.
Reberen àdhuc suport de jueus estrangers com Ambidjan (American Committee for the Settlement of Foreign Jews in Birobidzhan) i PROCOR, dels jueus argentins, i s'hi establiren uns 1.400 jueus procedents dels EUA, Sud-amèrica, Europa i Palestina. Foren nomenats Y. Levin com a cap i secretari del partit, M. Khavkin com a secretari del comité regional, i Joseph Liberger cap del comitè executiu. Van rebre el suport de Chaim Zhitlovsky (1865-1943), antic membre de Hibbat Zion i col·laborador amb la Legió Jueva.
Però el 1930 Stalin imposa la col·lectivització forçada, un comunisme dialèctic o russificació de les cultures autòctones. El 1932 es creà un passaport interior i Stalin imposà tres condicions per tal que un territori esdevingués RSSA: situació en zona fronterera, ocupada per una nacionalitat dominant i tenir una població de més d'un milió d'habitants. A més, el 1937 prohibí l'emigració a Palestina i donà ordres a Viatxeslav Mólotov d'accentuar la política de discriminació i transferir-los a Birobidjan. Uns 40.000 sionistes foren desterrats a Sibèria.
També es van construir escoles i l'ídix fou declarat cooficial, però el 1936-1938 tots els dirigents locals foren purgats per Stalin, la qual cosa provocà que el nombre de jueus establerts al territori no passés dels 20.000 individus. També pensà a crear un estat-tap vora Japó, però no ho va fer per por a un possible independentisme.
Durant el període 1946-1948 es va impulsar novament la colonització de Birobidjan. Els colons fundaren el diari Eynikayt, antic òrgan del Comité Jueu Antifeixista, presidit per Solomon Mikhóels. La població jueva hi arribarà als 30.000 habitants. Stalin, fins i tot, va pensar a deportar-hi la major part de població jueva russa, però el projecte fou abandonat el 1953.
El 1961 el territori tenia 179.000 habitants, però dels quals només 14.269 eren jueus (8,8% i el 83,9% vivia a les ciutats), que suposaven l'1% dels jueus soviètics, però tenien dos diputats al Soviet de les Nacionalitats. Cap jueu hi tornaria a ocupar càrrecs d'importància fins al nomenament de Lev Shapiro com a secretari del PCUS a Birodibjan. Només tenien un kolkhoz i un diari, Der Birobidzhaner Shtern, de dues pàgines i mil exemplars de tiratge. Cap al 1989 la població jueva ja només era del 5,5%, i a la baixa.

## Demografia

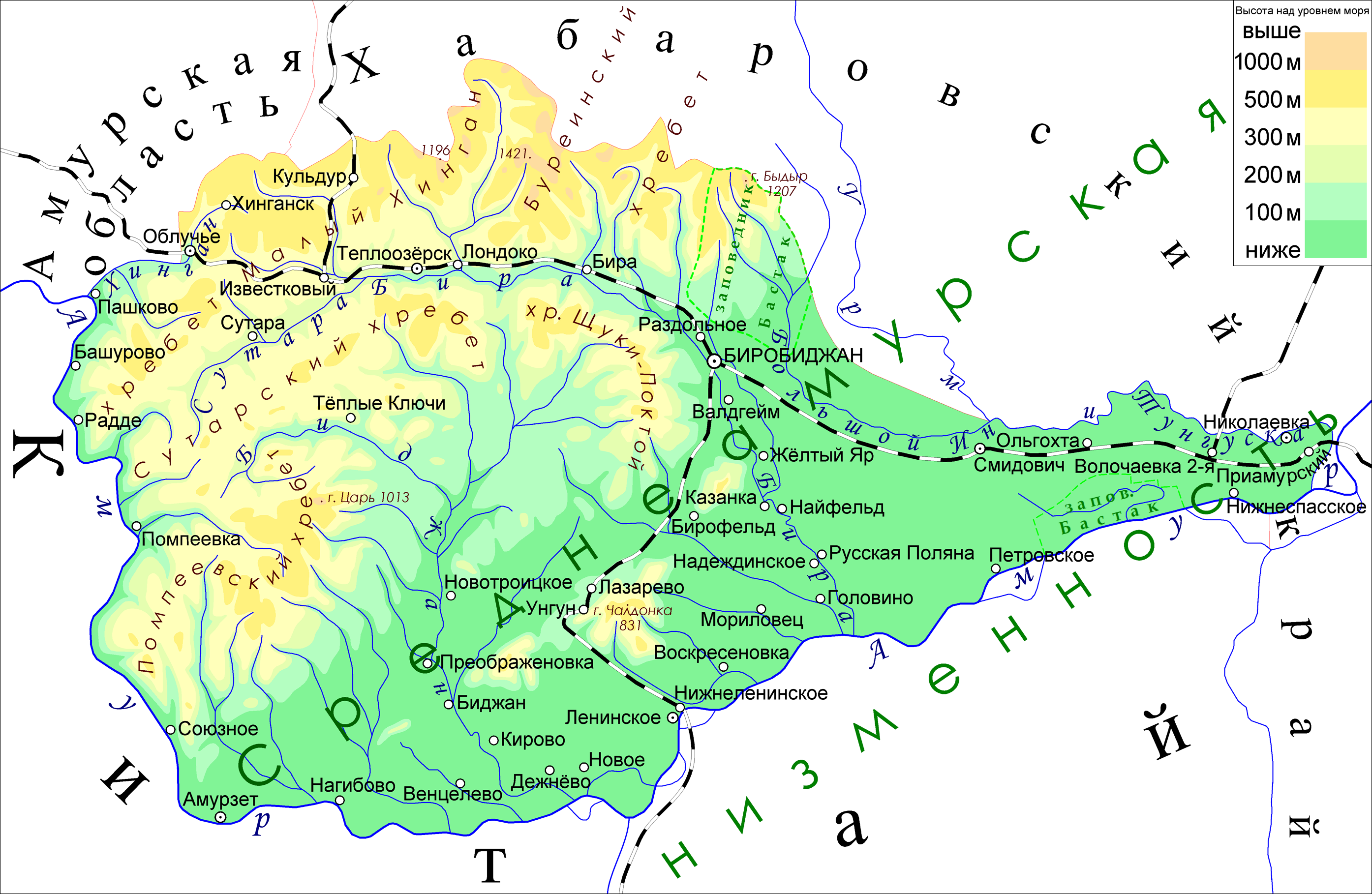
Mapa en rus de l'oblast dels hebreus

Segons el cens rus del 2002, els russos eren 171.697 (89,93%), el grup més gran de població, seguits pels ucraïnesos amb 8.483 (4,44%), jueus amb 2.327 (1,22%), tàtars amb 1.196 (0,63%), i belarussos 1.182 (0,62%). També hi ha censats 672 moldaus (0,35%), 594 àzeris (0,31%), 453 alemanys (0,24%), 402 coreans (0,21%), 401 mordovians (0,21%), 320 txuvaixos (0,17%), 282 armenis (0,15%), 188 baixkirs (0,10%), 156 uzbeks (0,08%), 148 polonesos (0,08%), 132 roma (0,07%), 128 tadjiks (0,07%), 103 maris (0,05%) i 102 xinesos (0,05%).

### Poblacions de més de 2.000 habitants
- Birobidjan
- Oblútxie
- Nikolàievka
- Léninskoie
- Amurzet
- Smidóvitx
- Bàbstovo
- Teplooziorsk
- Priamurski
- Ptítxnik
- Birakan